# Собор Святого Александра (Киев)
Собор Святого Александра (укр. Собор Святого Олександра) — католический храм в Киеве, кафедральный собор диоцеза Киева-Житомира. Вмещает около пяти тысяч прихожан. Храмовый праздник — 4 мая. Собор является самой старой католической церковью Киева.

## История

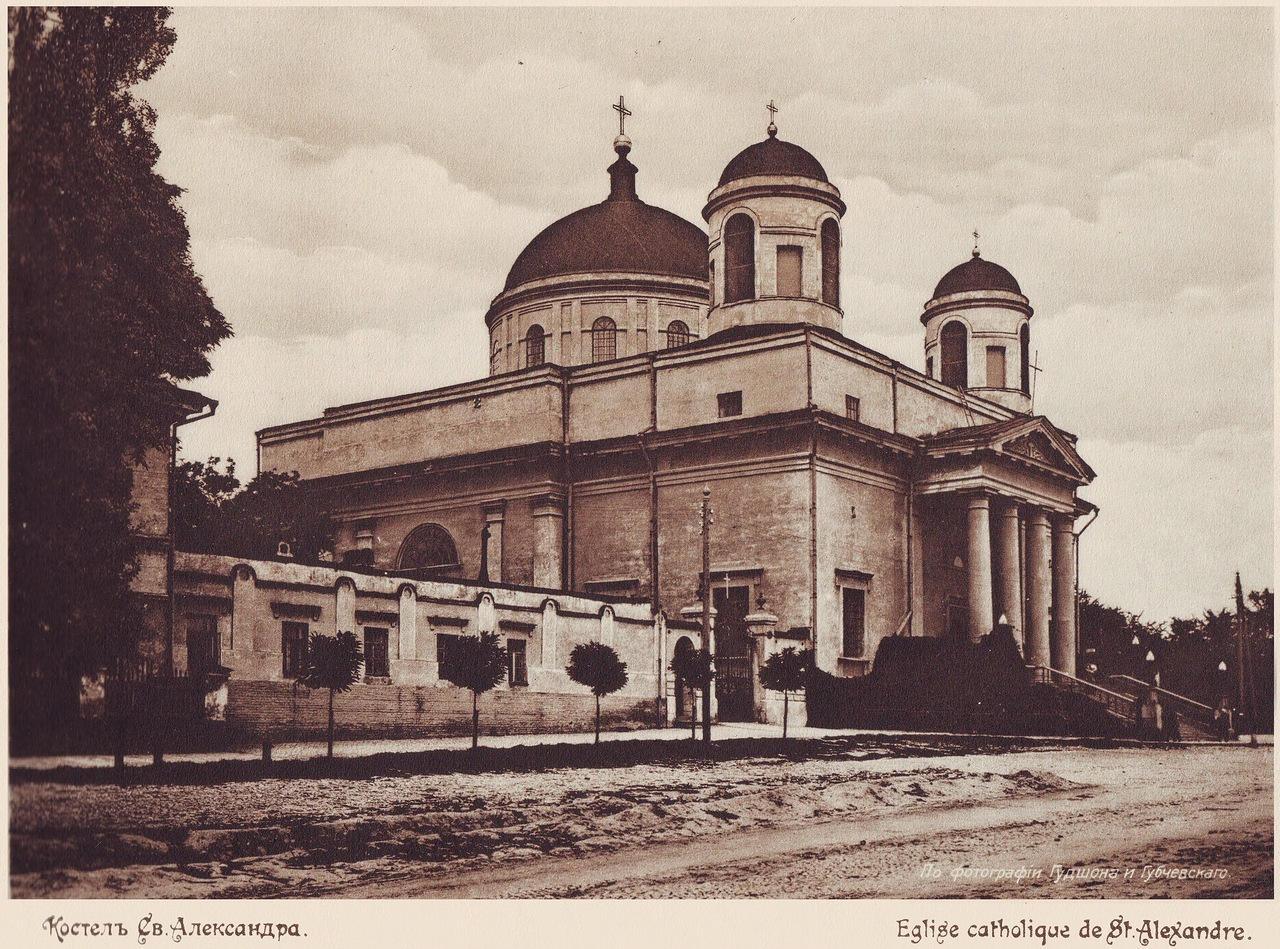
Костёл Св. Александра. Фотография начала XX века

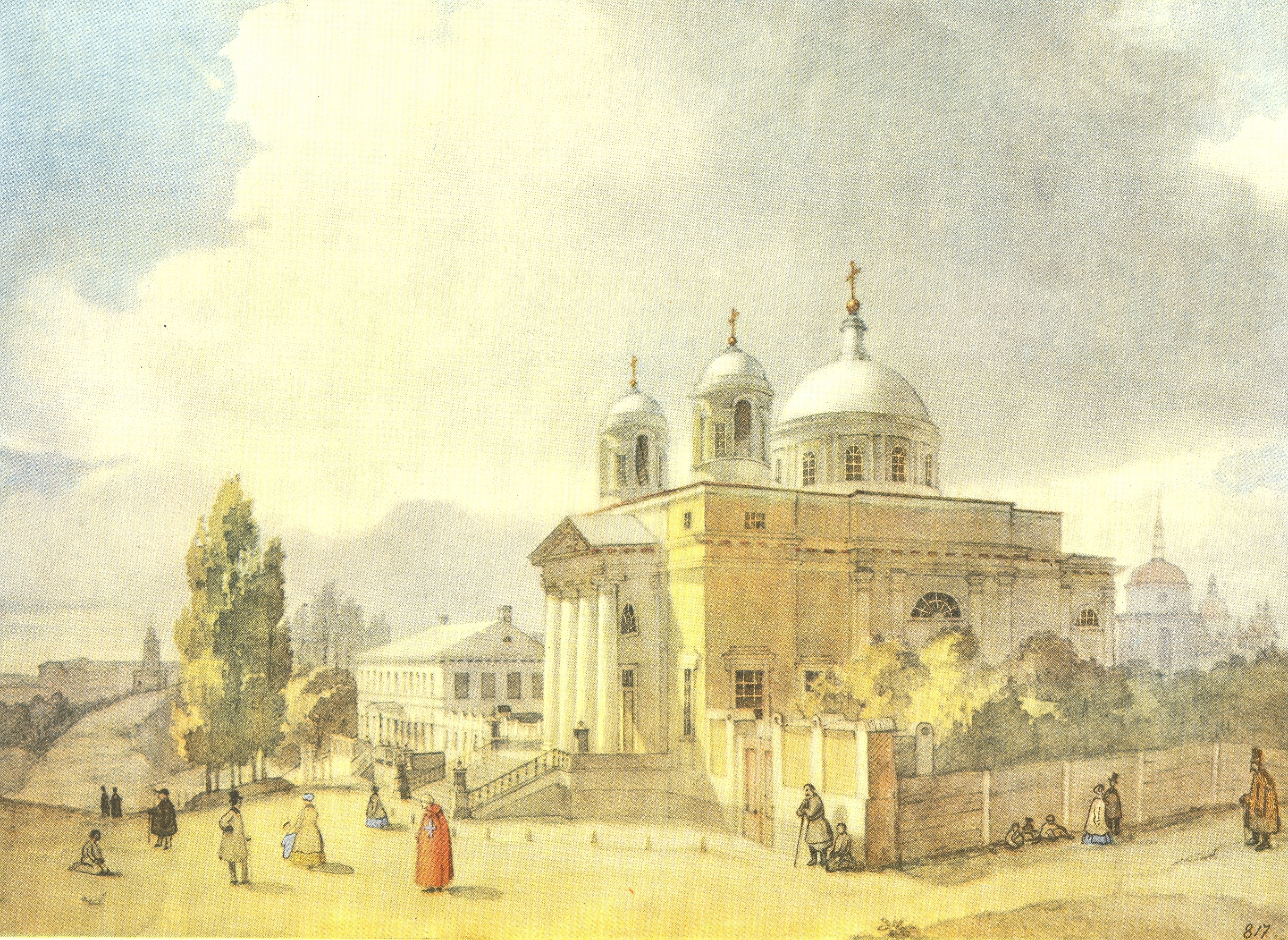
Костёл Св. Александра. Рисунок Тараса Шевченко

История возникновения собора начинается в период правления Александра І. Церковь строилась за счёт дворянства Киевской губернии, сбор средств был завершён в 1814 году.
Граф Пётр Франтишек Потоцкий написал письмо к императору с просьбой о предоставлении разрешения на строительство храма, которое было удовлетворено Александром І 17 июля 1815 года в его штаб-квартире в Париже.
«… видя … свидетельство усердия и любви к Отечеству, (коею) … переполнено было Дворянство…, я с удовольствием утверждаю пожертвовани(я) дворянства на сооружение в Городе Киеве церкви (как) жертву учиненную Всевышнему Создателю…»
Место строительства было внесено в план города 19 декабря 1816 года и утверждено 28 мая 1817 года.
Строительство церкви сопровождалось трудностями, в том числе и из-за Польского восстания 1830—1831 годов. Лишь в 1835 году киевский помещик Антоний Савицкий внёс окончательную сумму, но строительство завершилось лишь через 7 лет. 30 августа 1842 года того же года храм был освящён. Стоимость строительства оценивалась в 200 тысяч рублей.
Собор Святого Александра оставался единственным крупным католическим культовым сооружением Киева, пока в 1909 году не был построен костёл Святого Николая.
После 1917 года храм потерял часть своих земель, а в 1937 году после ареста и расстрела настоятеля храма отца Сигизмунда Квасневского, мессы прекратились.
Начиная с 1952 года по 1982 данное религиозное строение использовалась в качестве планетария. В 1987 году планетарий переехал в новое здание, храм оказался пустующим и стал постепенно разрушался. 15 сентября 1990 года у собора состоялась первая после закрытия в 1937 году месса, прямо на лестнице и в портике храма. В 1991 году храм был передан католической церкви, после чего началась реконструкция. 7 октября 1995 года собор Святого Александра был заново освящён.
Он имеет статус прокафедерального собора Киево-Житомирской епархии Римско-католической церкви в Украине. 25 июня 2001 года собор посетил папа Иоанн Павел II во время своего визита в Киев. 6 июня 2021 года возведен в статус кафедрального собора.

## Настоятели
- прелат Ян Крапан (1991—1997)
- Стефан Амелевский MSF (1997—1998)
- каноник Виктор Маковский (1998—2004)
- Александр Гурский (2004—2012)
- Виталий Безшкурый (2012—2018)
- Станислав Инжиевский (с 2018)